# Harvey Wippleman
Bruno Lauer, né le 27 octobre 1965 à Jackson (Mississippi), plus connu sous le nom de Harvey Wippleman, est un manager, arbitre, et occasionnellement catcheur, mais plus connu comme étant manager à la World Wrestling Federation durant les années 1990. Il est le seul homme à avoir remporté le titre féminin.
Il commence à travailler dans le catch au Tennessee comme manager sous le nom de Downtown Bruno.

## Carrière

### Débuts dans le Tennessee
Bruno Lauer commence à travailler comme manager dans le Tennessee à la Continental Wrestling Association (CWA) sous le nom de Downtown Bruno. Il accompagne les catcheurs heel comme Sid Vicious. Il s'affirme comme le principal manager des heels après le départ de Jimmy Hart.
En 1989, la CWA fusionne avec la Continental Wrestling Federation et la World Class Championship Wrestling (en) pour former l'United States Wrestling Association,. Il continue à travailler tant comme manager ainsi que comme arbitre,. Durant son passage à l'USWA, il a une rivalité avec Miss Texas qui donne lieu à plusieurs matchs des catch.

### World Wrestling Federation
Lauer débute à la World Wrestling Federation sous le nom d'Harvey Wippleman, le manager de Big Bully Busick. Quand Busick quitte la WWF, Wippleman devient le manager de The Warlord et de Sid Justice. Pendant quelque temps, Wippleman s'en prend à l'annonceur de la WWF Howard Finkel. Wippleman s'allie avec  Kim Chee, le manager de Kamala le géant Ougandais. Kamala s'attaque à  The Undertaker, et est battu lors du Survivor Series 1992 dans un Casket match. Après ce match, Kamala quitte Wippleman et rejoint le Reverend Slick devenant ainsi son manager ; s'ensuit une longue guerre avec Wippleman et ses hommes. Wippleman amène à la WWF le Giant González un catcheur mesurant 2 mètres 42, lors du Royal Rumble de 1993 et élimine the Undertaker. Wippleman se choisit un garde du corps Mr. Hughes, qui assomme Paul Bearer et s'empare de l'urne de l'Undertaker. Au SummerSlam 1993, Undertaker bat Gonzalez. Wippleman s'en prend au Giant Gonzalez qui lui porte alors un Chokeslam.

## Catcheurs managés
- Big Bully Busick
- The Warlord
- Sid Justice
- Kamala
- Giant González
- Mr. Hughes
- Well Dunn (Timothy Well et Steven Dunn)
- Adam Bomb
- Kwang
- Bertha Faye

## Palmarès
- Continental Wrestling Federation
  - Southeast United States Junior Heavyweight Championship (1 fois)
- World Wrestling Federation
  - WWF Women's Championship (1 fois)[2],[6]